# Індоіранські мови
Індоіра́нські мо́ви — одна з груп індоєвропейських мов, поширена в Індії та Ірані.
Багато лінгвістів не виділяють окремої індоіранської групи, а схильні розглядати іранські та індійські мови як підгрупи індоєвропейської мовної сім'ї

## Історія
Арíйські мóви — застаріла назва індоєвропейських мов, використовувана у 19 столітті; мови арійських народів Індії. Термін більше не вживається в мовознавстві через асоціації з нацистською концепцією «вищої раси».

## Класифікація
Поділяється на мови:
- індійські або Індоарійські (гінді, урду, бенгальська, маратхі, гуджараті, пенджабі, орія, ассамська, сіндхі, непальська, сингальська, циганська, а також давньоіндійські санскрит і пракрити);
- іранські (перська, таджицька, осетинська, курдська, белуджійська, татська, талиська, мунджанська, ягнобська, памірські та ін.).
- нуристанські мови